# Hausen (Aindling)
Hausen (ⓘ) ist ein Kirchdorf und Ortsteil des Marktes Aindling im Landkreis Aichach-Friedberg, der zum Regierungsbezirk Schwaben in Bayern gehört.

Zur Gemarkung gehören auch das Kirchdorf Arnhofen und die Weiler Neßlach und Weichenberg. Arnhofen liegt nordwestlich, Weichenberg und Neßlach südöstlich von Hausen.

Im örtlichen westmittelbairischen Dialekt heißen die Orte Hausn, ’Àrnhoufa, Nejßlåch und Waicha’bör(g).

## Geographie
Hausen und seine Ortsteile liegen südöstlich von Aindling. Hausen und Arnhofen liegen auf der Hochfläche des Unteren Lechrains der Aindlinger Terrassentreppe und damit auf der Donau-Iller-Lech-Platte, Weichenberg und Neßlach liegen bereits im Donau-Isar-Hügelland und damit im Unterbayerischen Hügelland. Beide Landschaften gehören zum Alpenvorland, einer der Naturräumlichen Haupteinheiten Deutschlands.

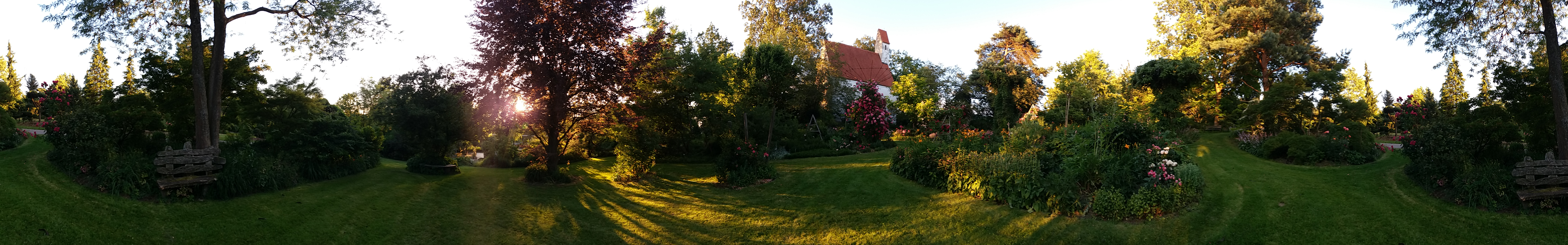
Ortsteil Weichenberg

Die Nachbarorte von Hausen und seiner Ortsteile sind im Westen Gaulzhofen und Stotzard, im Nordwesten und Norden der Hauptort Aindling und Binnenbach und im Nordosten Petersdorf und sein Ortsteil Alsmoos. Im Osten und Südosten dehnt sich ein größeres Waldgebiet aus, hinter dem sich Hollenbach und seine Ortsteile Mainbach, Schönbach, Igenhausen und Hirschbach befinden.
Durch die Gemarkung führt in nordöstlich-südwestlicher Richtung die Staatsstraße St 2035 von Neuburg an der Donau nach Augsburg und trennt Hausen und Arnhofen auf der westlichen Seite von Weichenberg und Neßlach auf der östlichen Seite. Weichenberg liegt direkt an der Staatsstraße.

## Geschichte

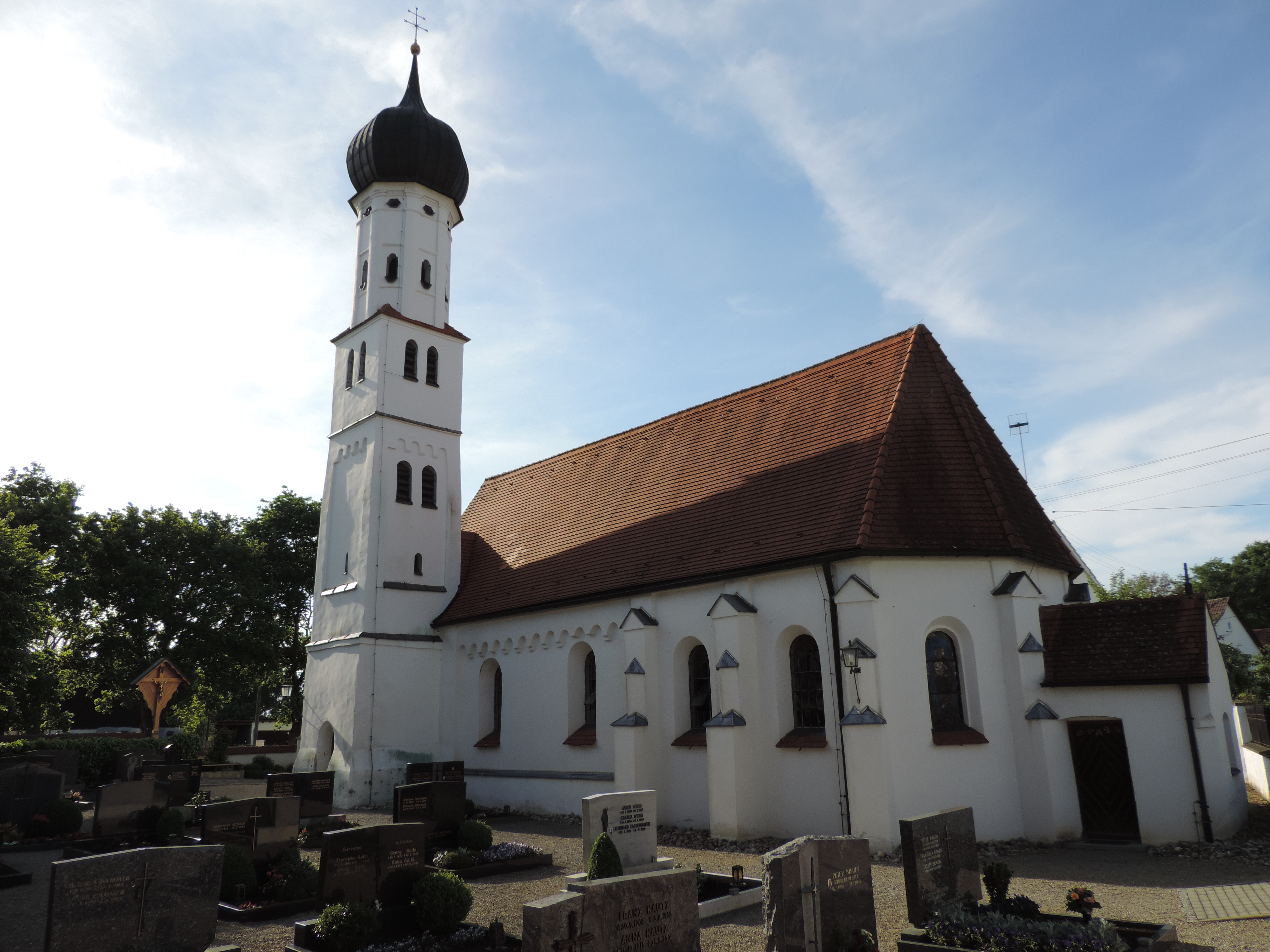
Kirche Pauli Bekehrung

Hausen, Arnhofen und Neßlach gehören zur katholischen Pfarrei Sankt Peter in Stotzard, Weichenberg zur katholischen Pfarrei Sankt Johannes Baptist in Alsmoos.
Bis zum 1. Oktober 1971 gehörte Hausen mit seinen Ortsteilen als selbstständige Gemeinde zum Landkreis Aichach und wurde dann im Zuge der Gebietsreform in Bayern in den Markt Aindling eingemeindet. Am 1. Juli 1972 wurde Aindling mit seinen Ortsteilen dem neugegründeten Landkreis Aichach-Friedberg zugeschlagen, der bis zum 1. Mai 1973 den Namen Landkreis Augsburg-Ost trug.

## Bodendenkmäler
Siehe: Liste der Bodendenkmäler in Aindling